# Westův syndrom
Westův syndrom je závažné epileptické onemocnění, pro které je charakteristická triáda – infantilní spasmy, hypsarytmie na EEG a mentální retardace. Onemocnění začíná v prvním roce života, nejčastěji v 6. měsíci života. Syndrom byl pojmenován v 60. letech 20. století podle doktora W. J. Westa, který jej popsal v roce 1841. Incidence se liší v jednotlivých zemích, ve Spojených státech amerických je 2,5–6 / 10 000 živě narozených dětí, častější je výskyt u chlapců. Ve Spojených státech amerických tvoří WS 2 % dětských epilepsií, ale 25 % epilepsií s počátkem během prvního roku života.

## Etiologie
Westův syndrom může být způsobený různými příčinami.
Symptomatické
- Strukturální změny mozku zahrnující vývojové abnormality, pre- a perinálně získané poškození mozku (např. tuberózní skleróza, hypoxicko-ischemická encefalopatie, cerebrovaskulární příhody, intrakraniální infekce, Aicardi syndrom, lisencefalie).
- Chromozomální aberace (např. Downův syndrom, Miller-Dieker syndrom)
- Genetické mutace (např. ARX, CDKL5, SPTAN1, STXBP1, CYFIP2 Arg87)
- Metabolické příčiny – 3–22 % pacientů s WS má vrozenou poruchu metabolismu (např. až 12 % pacientů s fenylketonurií má Westův syndrom)[3]

Neznámé příčiny (idiopatický WS) – cca 36 % je příčina WS neznámá
Předpokládá se, že v rámci WS se vyskytuje i narušení rovnováhy hypothalamo-hypofyzární-adrenální osy.

## Klinický obraz
Typickým epileptickým projevem Westova syndromu jsou epileptické spazmy (česky také nazývané bleskové křeče). Jde o náhlé mimovolní kontrakce svalů krku, trupu a nekontrolovatelnou flexi/extenzi svalů horních a dolních končetin. Intenzita jednotlivých infantilních spazmů se může lišit od mírné kontrakce krčního svalstva po kontrakci celého těla. Mohou být symetrické i asymetrické. Trvají pouze několik sekund a často se vyskytují v nakupeních, které celkově trvají 10 -20 minut. Často se tyto epizody objevují v návaznosti na probuzení a nakrmení.
Nástup infantilních spazmů je doprovázen v 70–95 % zástavou či regresí psychomotorického vývoje.

## Diagnostika
Je založena na:
- Klinickém obraze – výskyt infantilních spazmů

- EEG, kde je typickým nálezem dezorganizovaná vysokovoltážní aktivita polymorfních vln delta a theta se superponovanými multifokálními epileptiformními grafoelementy (hypsarytmie). Tyto výboje mohou být symetrické i asymetrické v souvislosti s etiologií onemocnění.
- Lumbální punkce – k vyloučení zánětlivé etiologie a posouzení metabolických příčin (non-ketotická hyperglycinémie)
- MR – 70 – 80 % pacientů má abnormální nález na zobrazovacích vyšetření mozku (kortikální dysgeneze, porucha neurální migrace, poruchy myelinizace)

## Terapie
Terapie WS je odvislá od toho, zda jde o strukturální či idiopatický WS. Obecně jsou léky první volby ACTH (adrenokortikotropní hormon), kortikoidy, (na které reagují lépe pacienti s idiopatickou formou), dále vigabatrin (který se preferuje u pacientů např. s tuberózní sklerózou). Antiepileptika druhé volby zahrnují benzodiazepiny, valproát, lamotrigin, topiramát, zonisamid, levetiracetam. Dle některých studií je při léčbě WS efektivní ketogenní dieta. Dle studie z roku 2006 vedla k než 90 % redukci záchvatů u 63 % pacientů a zcela bez záchvatů bylo 40 % pacientů. U některých pacientů se strukturální příčinou je indikováno epileptochirurgické řešení.

## Prognóza
Obecně je prognóza WS špatná a je přímo závislá na příčině. Děti s idiopatickým WS mají lepší prognózu než se symptomatickým WS. Pouze 14 % pacientů se symptomatickým WS má normální nebo hraniční kognitivní vývoj oproti 28–50% pacientům s idiopatickým WS. Mentální retardace je závažná u 70 % pacientů, často v kombinaci s psychiatrickými komorbiditami jako je autismus nebo hyperaktivita. Zřídka mohou spasmy perzistovat až do dospělosti. U 50–70 % pacientů se objeví další typy záchvatů, u 18–50 % těchto pacientů se vyvine syndrom Lennox-Gastautův syndrom.